# ألبرت فورستر
البرت ماريا فورستر (بالألمانية: Albert Forster) (26 يوليو, 1902 - 28 فبراير, 1952) سياسي نازي وأحد أعضاء الحزب النازي. أرسله هتلر عام 1930 إلى مدينة دانزيج البولندية لتأسيس الحزب النازي هناك واستطاع أن يصبح حاكماً للمدينة وبعدها أعلن رسمياً عن ضم المدينة إلى الرايخ الثالث. شارك في الحرب العالمية الثانية تحت قيادة هتلر واتُّهم بارتكاب جرائم حرب في بولندا وتم الحكم عليه بالإعدام بعد هزيمة ألمانيا في الحرب.

## حياته
ولد فورستر في فورث التابعة للإمبراطورية الألمانية عام 1902. وفي عام 1923 أصبح عضوا في خية هتلر التي انشأئها عقب هزيمة ألمانيا في الحرب العالمية الأولي وتم القبض عليه هو وهتلر وايريك لددروف وثمانية آخرين وقُدِّموا للمحاكمة التي امتدت ما بين 1 فبراير إلى 26 أبريل 1924، في محكمة ميونخ.

### مدينة دانزيج المستقلة
في عام 1930 وفد ادولف هتلر فورستر إلى مدينة دانزيج من اجل نشر الفكر النازي هناك وإنشاء مقر للحزب. وعمل فورستر بقوة علي نشر علي الفكر وفي الفترة بين عامي 1933-1939 دخل في صراع مع عضو مجلس الشيوخ لمدينة دانزيج ارثر جريسير والذي ناصبه العداء حتي مماته.

## وفاته
في نهاية الحرب لجأ فورستر إلى المناطق الألمانية الخاضعة للاحتلال البريطاني وسلمه البريطانيون إلى بولندا الشيوعية, وحكمت عليه المحكمة البولندية بالإعدام لارتكابه جرائم حرب وجرائم ضد الإنسانية عام 1948. أُحتجز فورستر وتم تأجيل عقوبته ثمّ نُقل من سجن دانزيج. أُعدم فورستر في 28 فبراير 1952 في سجن موكتو في وارسو, وعلمت زوجته -التي لم يتواصل معها منذ 1949 - بوفاته عام 1954.

## وصلات خارجية
- ألبرت فورستر على موقع مونزينجر (الألمانية)